# Edificio del este (Atenas)
El Edificio del este era una estructura rectangular situada en el extremo sur del Ágora de Atenas de la Antigua Atenas. Se construyó a mediados del siglo II a. C. como el lado este y la entrada principal a un complejo cerrado llamado Plaza sur, que pudo haber servido como zona comercial o como palacio de justicia. La estructura resultó dañada en el saqueo de Sila del año 86 a. C y se utilizó con fines industriales hasta principios del siglo II d. C., cuando fue reconstruida. Fue demolido tras el saqueo de los hérulos de 267 d. C. y utilizado como material de construcción para la muralla post-heruliana.

## Localización y datación
El Edificio del este era un edificio rectangular situado en el extremo sur del Ágora. Hoy sus restos se encuentran inmediatamente al norte de la Iglesia de los Santos Apóstoles. A finales del periodo helenístico formaba el lado este y la entrada principal de un largo patio rectangular, conocido como la Plaza sur, que se construyó por etapas a mediados del siglo II a. C. Los límites norte y sur de este complejo estaban formados por la Estoa media y la Estoa sur II, que estaban conectadas con los extremos norte y sur del edificio oriental. El lado oeste estaba cerrado por el edificio preexistente Eacón  y la Fuente del suroeste, que también marcaron la orientación del resto del complejo. Parece que hubo dos templos de finales del siglo II en el centro del patio; un templo períptero en el extremo oeste y un templo con pórtico al este, pero son muy poco conocidos. Al este del Edificio se encontraba la Vía Panatenaica, la vía principal que conducía desde el Ágora hasta la Acrópolis. Alrededor del año 110 d. C., la Biblioteca de Panteno y la Estoa del sureste se construyeron en el lado opuesto de la Vía. Al sur del Edificio del este se encontraba la Fuente del sureste y, más tarde, el Templo del sureste y el Ninfeo.
El extremo norte del Edificio del este estaba separado de la Estoa media por un estrecho canalón. La Estoa se construyó en torno al año 183 a. C. La similitud de la construcción de los dos edificios muestra que el Edificio del este se construyó alrededor de la misma época, pero las dos estructuras no están perfectamente alineadas, lo que muestra que no se construyeron exactamente en el mismo momento, y la relación entre ellas indica que el Edificio fue posterior. El muro sur del Edificio este está alineado con el muro sur de la Estoa sur II; el extremo sur del muro oeste del edificio este servía de muro este de la estoa. La forma en que estos muros se entrecruzan demuestra que la Estoa fue posterior al Edificio del este. Las estructuras de la Plaza sur incorporaron material de construcción del Peristilo cuadrado, una estructura en la esquina noreste del Ágora que fue demolida a principios del siglo II a. C. Ninguno de estos materiales se utilizó en la Estoa media, algunos en el Edificio del este y muchos en la Estoa sur II. Esto puede tener implicaciones cronológicas.

## Descripción

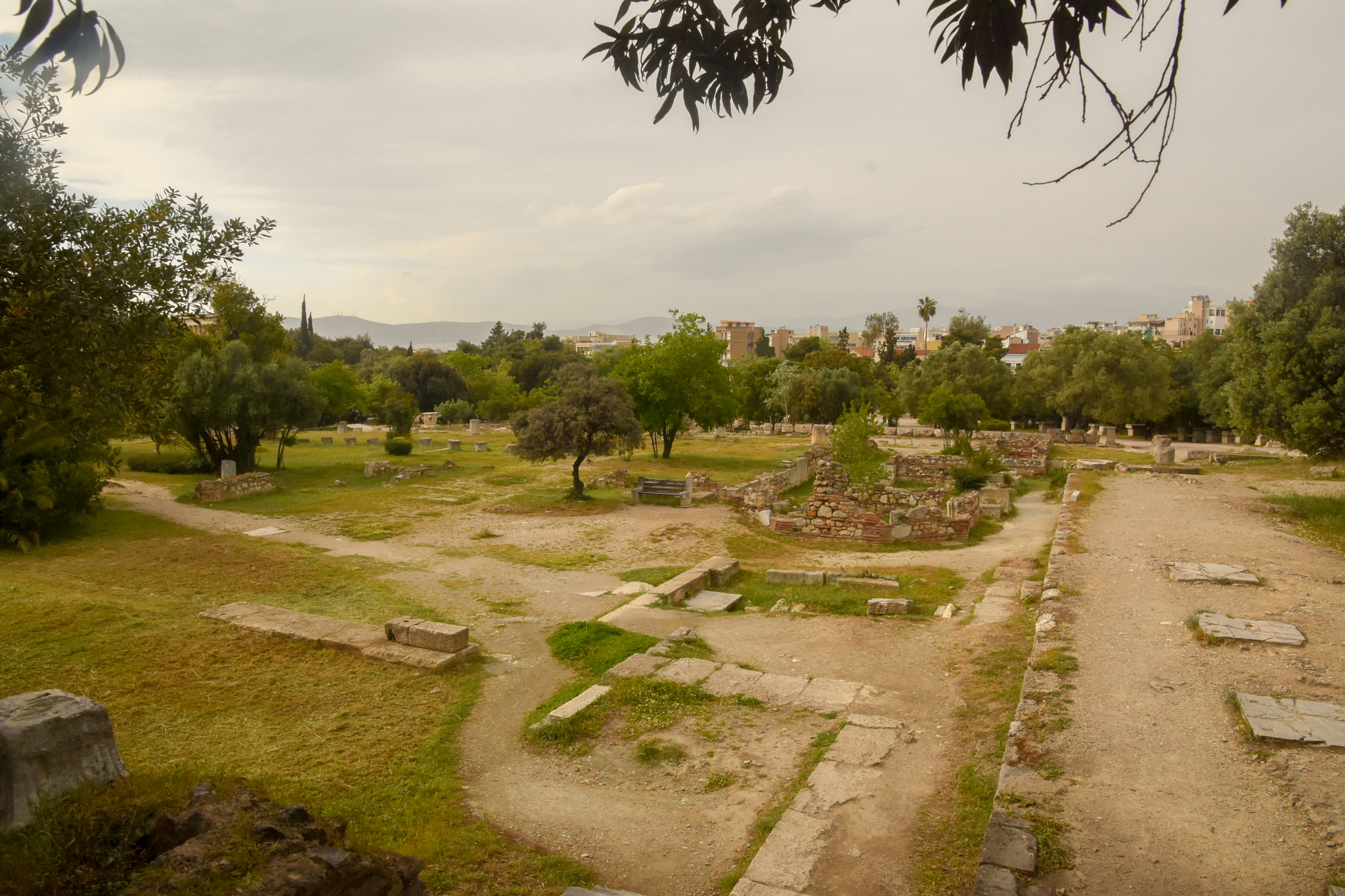
Vista de la Plaza sur del Ágora de Atenas, mirando hacia el norte-noroeste. El edificio este se encuentra a la derecha de la imagen. En el extremo derecho se ven tres de los bloques de revestimiento de mármol. Los asientos de mármol de la sala D son visibles en el primer plano central.

Medía 39,8 m de largo en dirección norte-sur y 13,8 m de ancho en dirección este-oeste. En el interior, un muro recorría el centro, dividiéndolo en una mitad oriental y otra occidental. Las puertas (quizá cinco) del lado oriental daban a una terraza nivelada de 8 m de ancho en dirección este-oeste. En el extremo este de esta terraza, una amplia escalera conducía a la Vía Panatenaica, al igual que una escalera más estrecha en el extremo norte de la terraza. Cinco portales del lado oeste daban al patio de la Plaza Sur, donde el nivel del suelo está 1,7 mpor debajo del de la terraza del lado este del edificio.
La mitad oriental era una única gran sala. El suelo era de mosaico de mármol. Había doce bloques de mármol en hilera en el centro de la sala, seis al norte de la puerta principal y seis al sur, cada uno a una distancia de 1,8-2,0 m, pero solo se conservan los cuatro más meridionales. Cada uno de ellos mide 0,9 x 0,9 metros y tiene cuatro huecos en la parte superior para sujetar un pequeño objeto.
La mitad occidental se construyó a un nivel más bajo que la oriental y se dividió en cinco habitaciones. De las cinco salas de la mitad occidental del edificio, las dos del norte se han perdido por completo. La sala central contenía una escalera que descendía desde el vestíbulo oriental hasta el nivel de la Plaza Sur. La siguiente sala al sur tenía dos columnas en el lado oeste y asientos de mármol alrededor de los otros lados; servía de exedra. La puerta de la sala situada más al sur se abría a la Estoa sur II. Esta sala tenía dos surtidores en la pared que proporcionaban agua.

## Función
El edificio servía de entrada principal a la Plaza Sur. Desde la Vía Panatenaica, se descendía por la escalinata hasta la terraza oriental, se entraba en la sala oriental y se bajaba por la escalinata de la cámara central, en el lado occidental, para salir a la Plaza Sur. Más allá de esto, se discute la función del edificio, parte de un debate más amplio sobre la función de la Plaza Sur, para la que se han propuesto tres propósitos: un gimnasio, una zona comercial o un palacio de justicia. La primera de estas teorías ya no goza de apoyo general. Las otras dos siguen en juego, y Boegehold sugiere que el espacio podría haber sido multifuncional.
Antes de la excavación de los edificios orientales, Wilhelm Dörpfeld sugirió que la zona era el emplazamiento del Gimnasio de Ptolomeo, que según el escritor del siglo II d. C. Pausanias estaba «cerca del Ágora». Homer Thompson y John Travlos revivieron esta idea en 1966. Thompson propuso que los bloques de mármol del lecho sostenían «mesas o cofres, para sostener libros y ayudas visuales necesarias para los recitados de clase», comparando bloques similares encontrados en la Academia. Identificó las dos habitaciones meridionales del lado oeste como un aula y un lavabo respectivamente. Esta interpretación requería que el Edificio cuadrado del extremo oeste de la Plaza Sur fuera el Hefestión, pero descubrimientos posteriores demostraron que era el Eacón. La mayoría de los estudiosos sitúan  el Ptolemaion en algún lugar al este del Ágora.
Inmediatamente después de la excavación del Edificio del este en 1952, Thompson creía que la Plaza sur servía como área designada para el comercio, pero no proporcionó ningún razonamiento para esta interpretación. En 1966, Thompson rechazó esta interpretación porque en las excavaciones no se encontró rastro alguno de comercios. Esta interpretación fue retomada por Virginia Grace y John McK Camp en 1985 y 1986. Grace sugirió que los bloques de lecho de mármol del Edificio de este podrían haberse utilizado para las mesas de comerciantes o banqueros. En 2010 Camp opinaba que «tal vez una función comercial sea la más probable» para la Plaza sur.
En la edición de 1962 de la guía del emplazamiento del Ágora se proponía que la Plaza sur había sido utilizada como tribunal. En 1972, Thompson y Richard Wycherley adoptaron esta postura y la defendieron en detalle. Según esta interpretación, el Edificio del este era la zona por la que los jurados entraban en el complejo. Identifican la terraza al este del edificio como el espacio donde los jurados esperaban para entrar y que los bloques de lecho de mármol del vestíbulo oriental soportaban cofres de madera ('kibotia), en los que los jurados colocaban sus tarjetas de identificación (pinakia), para que pudieran introducirse en las máquinas de adjudicación (kleroteria) que se utilizaban para seleccionar qué jurados se sentarían en cada tribunal. Los doce cofres correspondían a las doce tribus en que se dividía el pueblo ateniense. La versión de este proceso utilizada a finales del siglo IV a. C. es descrita por Aristóteles en la Constitución de los atenienses, pero los detalles pueden haber cambiado en el momento en que el edificio oriental se puso en uso en el siglo II a. C. También sugieren que los surtidores de agua de la sala más meridional del lado occidental se utilizaban para proporcionar agua potable a los jurados y para llenar los relojes de agua (klepsydrai) utilizados en los tribunales. Esta interpretación se ve reforzada por el hecho de que la Plaza sur se construyó poco después del Peristilo cuadrado, que hasta entonces había servido como tribunal de Atenas. Dickenson sostiene que el control estricto de la entrada y la salida era una parte crucial de los edificios judiciales en Atenas y sostiene que el Edificio del este desempeñó ese papel para la Plaza sur.

## Historia posterior y excavaciones
Fue demolido junto con la Estoa sur II en algún momento antes del siglo I d. C. , probablemente porque había sido dañado durante el saqueo de Atenas por parte de Sila en el 86 a. C. En la zona se utilizaron fundicionesshasta mediados del siglo I d. C.  Después, los marmolistas emplearon los restos del edificio oriental como taller. Los bloques del vestíbulo oriental del Edificio del este se utilizaban como soportes para las piezas de mármol que se aserraban y presentan muchos signos de daños causados por las sierras de mármol. El polvo de mármol procedente del aserrado fue arrastrado hacia el oeste, donde formó una capa de lodo de 0,75 m de espesor en las ruinas del extremo oriental de la Estoa sur II.
A principios del siglo II d. C. se eliminaron. En esta época, el muro sur de la Estoa sur y el muro sur del Edificio del este se reconstruyeron como muro de contención para sostener un acueducto que discurría por el lado sur del Ágora hasta unas termas. A diferencia de la Estoa Sur, el Edificio del, este fue reconstruido en esta época. Es posible que el edificio resultara dañado en el saqueo de los hérulos de 267 d. C. y que la superestructura fuera espoliada para construir la muralla post-heruliana. El Gimnasio de los Gigantes se construyó sobre la zona alrededor del año 400 d. C.
Los restos del Edificio del este fueron descubiertos durante las excavaciones del Ágora por la Escuela Americana de Estudios Clásicos. La primera vez que Margaret Crosby descubrió vestigios del edificio fue en 1952. En aquel momento, la estructura se conocía como la Estoa oriental, pero se cambió el nombre ya que los análisis posteriores demostraron que los cimientos no podían soportar columnatas.